# Vobkent
Vobkent (uzb. cyr.: Вобкент; ros.: Вабкент, Wabkient) – miasto w południowo-środkowym Uzbekistanie, w wilajecie bucharskim, siedziba administracyjna tumanu Vobkent. W 1989 roku liczyło ok. 12 tys. mieszkańców. Ośrodek przemysłu włókienniczego i spożywczego.
Miejscowość otrzymała prawa miejskie w 1981 roku.